# 张子善
张子善（1914年—1952年2月10日），又名张振芬，小名三庚，男，直隶（今河北）深县尚村人，中华人民共和国建国初期天津专区专员。1952年，因贪污案被枪毙。

## 生平

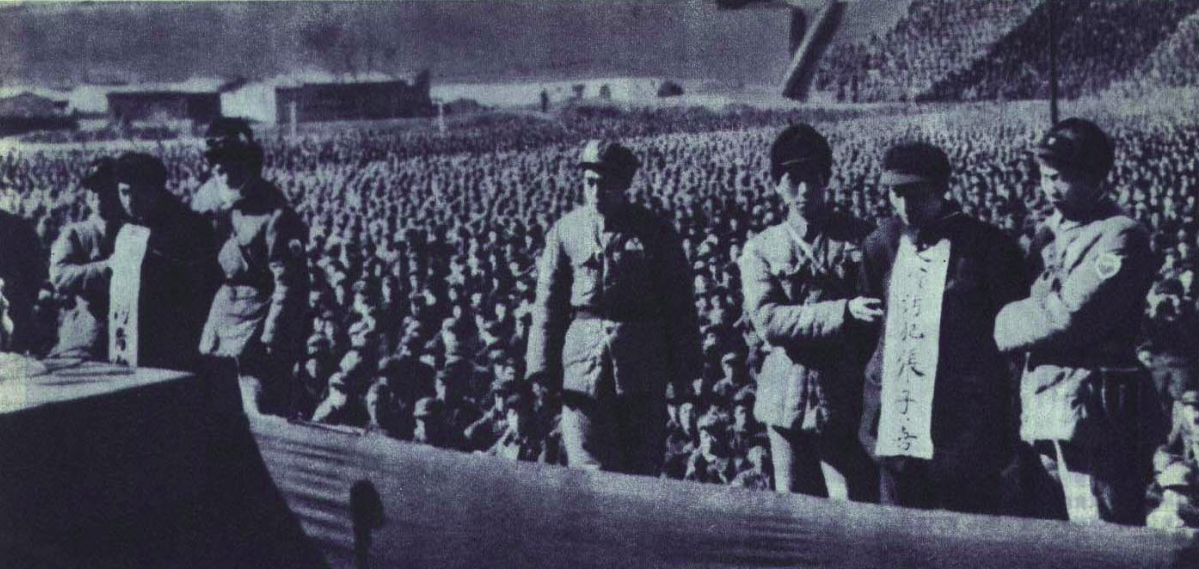
1952年2月10日刘青山（左面挂牌者）和张子善（右面挂牌者）在保定人民体育场公审

张子善是直隶省（今河北省）深县尚村人，佃农出身的孤儿。他的大哥早亡，二哥给地主扛活终身未娶，供张子善在王留乡完小上学。
1933年，张子善在河北省安平简易师范学校（学制四年）加入中国共产党，在校内组织成立党的外围组织‘读书会’引导同学们阅读进步书刊。因参加学潮，县长王凤翔通过河北民军总指挥张荫梧，1934年点名逮捕张子善入狱。由安平县解到了天津监狱。七七事变时，天津监狱的犯人们砸开监狱大门自行出狱，张子善趁乱逃跑，一边在安平教书，一边寻找党组织。1938年到献县，发展抗日爱国教育，两年培养教师七八百人，在教师中发展共产党员。1940年成立了献县第一所县立高小，后来发展到每区一所高级小学校。1944年任献县县委书记，还兼着教师进修学校的校长。后任冀中八地委组织部长、冀中十地委副书记兼宣传部部长、十地委书记。1949年1月解放天津时，为保障大部队后勤供给，带领群众凿开冰冻的大清河，以船运输，代替人背、马驮、车拉、肩扛，军粮、弹药源源不断地运往前线。
1949年8月合省划区时分到河北省委调研室，因怕写东西，不愿做调查研究工作。天津地委书记兼专员刘青山以自己文化低，要个有文化的助手，要张子善出任天津行政专署专员，后又向省委提议让张子善兼地委副书记。
中华人民共和国成立后，继任天津地委书记兼天津专区专员。因贪污巨额财产，1952年被揭发判处死刑。

## 家人
- 父亲张小拱，全部财产只有3间土房。
- 大哥早亡
- 二哥：给地主扛活终身未娶
- 姐姐：拉扯张子善长大，后出嫁
  - 儿子苏连杰：张子善的外甥
- 妻子赵玉秀